# Rimforsa IF
Rimforsa IF är en idrottsförening från Rimforsa i Kinda kommun i Östergötland bildad år 1930.
Rimforsa IF:s två mest kända spelare är Lars Richt (senare landslagschef) och Kjell Frisk (tidigare tränare i DIF).  Rimforsa IF spelar i Rimforsa.